# Salachana-Grab
Das Salachana-Grab in der Nekropole von Assiut datiert in das Mittlere Reich des Alten Ägyptens und gehörte dem Gaufürsten Hepdjefa III., der etwa in der Mitte der 12. Dynastie lebte. Es handelt sich um eine der größten privaten Grabanlagen des Mittleren Reiches. Die Dekoration des Grabes ist heute zum großen Teil zerstört. Das Grab wurde 1922 von dem britischen Ägyptologen Gerald Averay Wainwright untersucht, der in dem Grab einen Hort von etwa 600 Votivstelen fand, die zum großen Teil in das Neue Reich datieren. Diese Stelen sind dem Upuaut geweiht, der meist als Schakal dargestellt und in Assiut besonders verehrt wurde. Es handelt sich damit um einen der größten, vielleicht sogar um den größten geschlossenen Fund von Stelen aus dem Alten Ägypten. Daneben fanden sich auch etwa 50 Tonfiguren, die zum großen Teil einen Schakal darstellen. Eine Besonderheit sind auch Stelen aus Ton. Stelen aus diesem Material sind sonst nicht aus Ägypten bekannt. Die Stelen stellen in der Regel den Stifter vor Upuaut dar. Der Gott ist oft als Schakal auf einer Standarte wiedergegeben. Häufig finden sich auch verschiedene Schakale, die vom Stifter angebetet werden. Meist ist nur ein einzelner Stifter dargestellt, während Familien eher die Ausnahme sind.
Die Stelen befinden sich heute in den Magazinen des Ägyptischen Museums in Kairo und wurden erst in jüngerer Zeit von Terence DuQuesne aufgearbeitet und publiziert.